# Fukushima (Hokkaidō)
Fukushima (福島町?) è una cittadina giapponese della prefettura di Hokkaidō.